# Kamenica nad Hronom
Kamenica nad Hronom es un municipio del distrito de Nové Zámky en la región de Nitra, Eslovaquia, con una población estimada a final del año 2024 de 1218 habitantes.
Se encuentra ubicado al sur de la región, cerca de los ríos Nitra y Hron (cuenca hidrográfica del Danubio) y de la frontera con Hungría.

## Demografía
| Año        | 1994 | 2004    | 2014    | 2024     |
| ---------- | ---- | ------- | ------- | -------- |
| Población  | 1321 | 1323    | 1396    | 1218     |
| Diferencia |      | +0,15 % | +5,51 % | −12,75 % |

| Año        | 2023 | 2024    |
| ---------- | ---- | ------- |
| Población  | 1233 | 1218    |
| Diferencia |      | −1,21 % |